# ČSD-Baureihe S 499.02
Die ČSD-Baureihe S 499.02 (ab 1988: Baureihe 242) ist eine elektrische Lokomotive der einstigen Tschechoslowakischen Staatsbahn ČSD für das mit 25 kV 50 Hz Wechselstrom elektrifizierte Streckennetz im Süden und Westen der ehemaligen Tschechoslowakei. Sie wurden aus der S 499.0 entwickelt, von der sie sich vor allem durch einen anderen Lokkasten unterscheidet.

## Entwicklung
Während die S 499.0 einen Lokomotivkasten aus glasfaserverstärktem Kunststoff hat, wurde bei der S 499.02 der herkömmlich gefertigte Lokomotivkasten, wie er auch für die Gleichstromlokomotiven verwendet wurde, angewandt. Lediglich das für die Kühlung des Transformators und die Hochspannungssteuerung nötige Lüfterband wurde anstelle der großen Seitenfenster verwendet. Als weitere Änderung haben die Lokomotiven einen Hilfsfahrschalter und eine Einrichtung zur Reduzierung der Achsentlastung bei Zuganfahrten und Fahrten auf Steigungsstrecken. Dafür erhielten die Lokomotiven spezielle Deichselstangen zwischen den Drehgestellen und eine spezielle Steuerung des Stromrichters. Wie bei der S 499.0 wurde die Lokomotive mit 32 Fahrstufen gesteuert. Lokomotiven dieses Typs wurden auch an die Bulgarische Staatsbahn BDŽ geliefert.
Von den Lokomotiven der Reihe S 499.02 wurden insgesamt 86 Maschinen bei der ČSD in Dienst gestellt. Mit der am 30. November 1981 ausgelieferten S 499.0286 endete bei Škoda die Fertigung der elektrischen Lokomotiven der sogenannten Ersten Generation. Die Lokomotiven wurden in Jihlava und Brno beheimatet und verrichten dort gemischte Dienste vom Güterzug- bis zum Schnellzugdienst. Ein Teil der Lokomotiven erhielt in den achtziger Jahren moderne Einholmstromabnehmer.
1988 wurden die Lokomotiven in die Baureihe 242 umgezeichnet. Sämtliche Lokomotiven gelangten nach 1993 zu den Tschechischen Bahnen ČD. Mit der Beschaffung neuer Triebzüge reduziert sich das Einsatzgebiet der Lokomotiven. Als fahrplanmäßiges Einsatzende ist 2025 geplant, wo noch mit zwölf Einheiten geplant wird. Einige Lokomotiven gelangten zu ČD Cargo und werden dort im Güterverkehr benutzt.
Die Farbgebung war Zinnoberrot mit einer chromgelben Bauchbinde und silbergrauen Zierstreifen. Ab 1977 erfolgte eine Lackierung in Rot mit einem Fensterband in Creme.

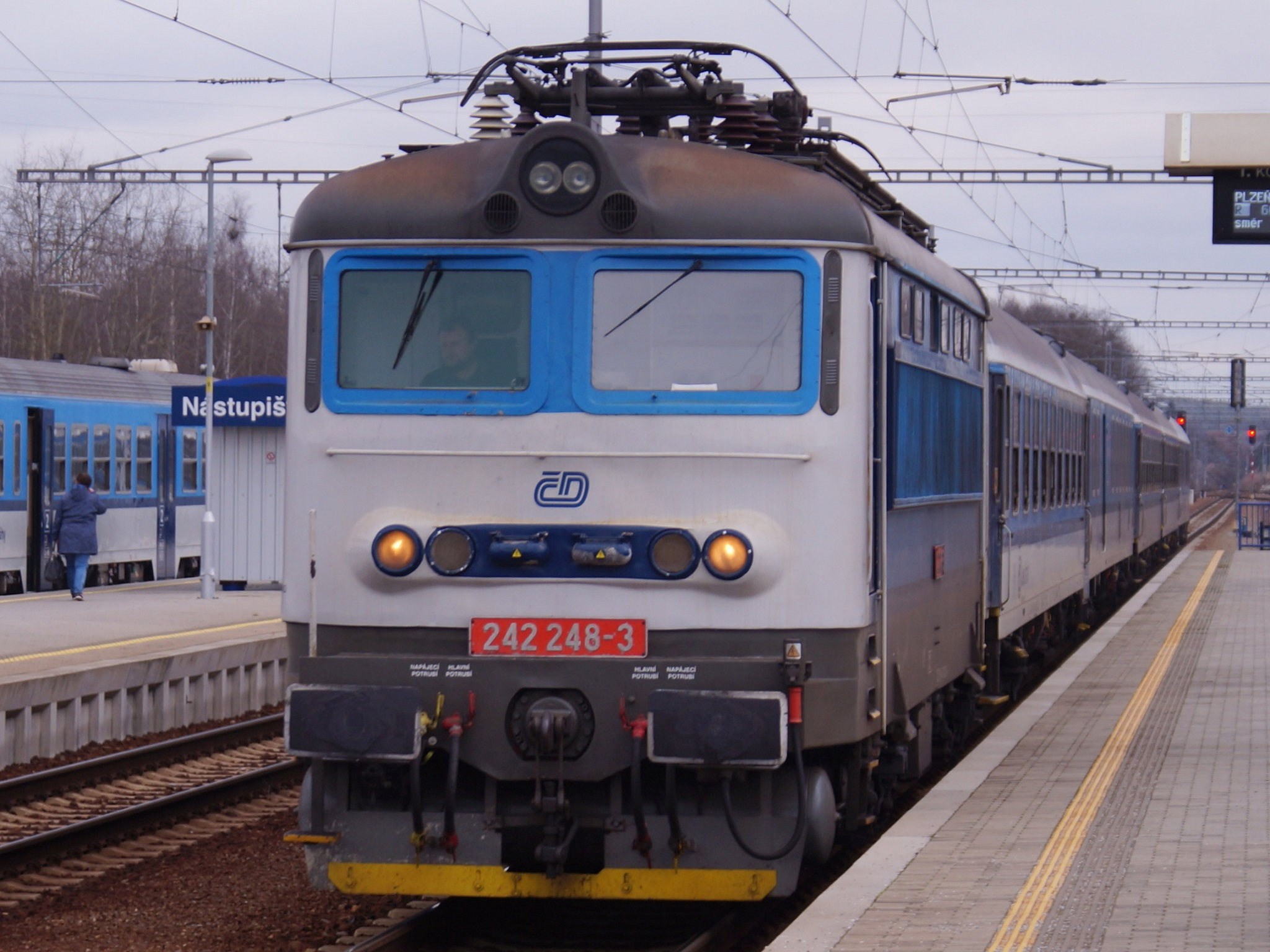
ČD 242 248-3 mit R666 Rožmberk (2020)
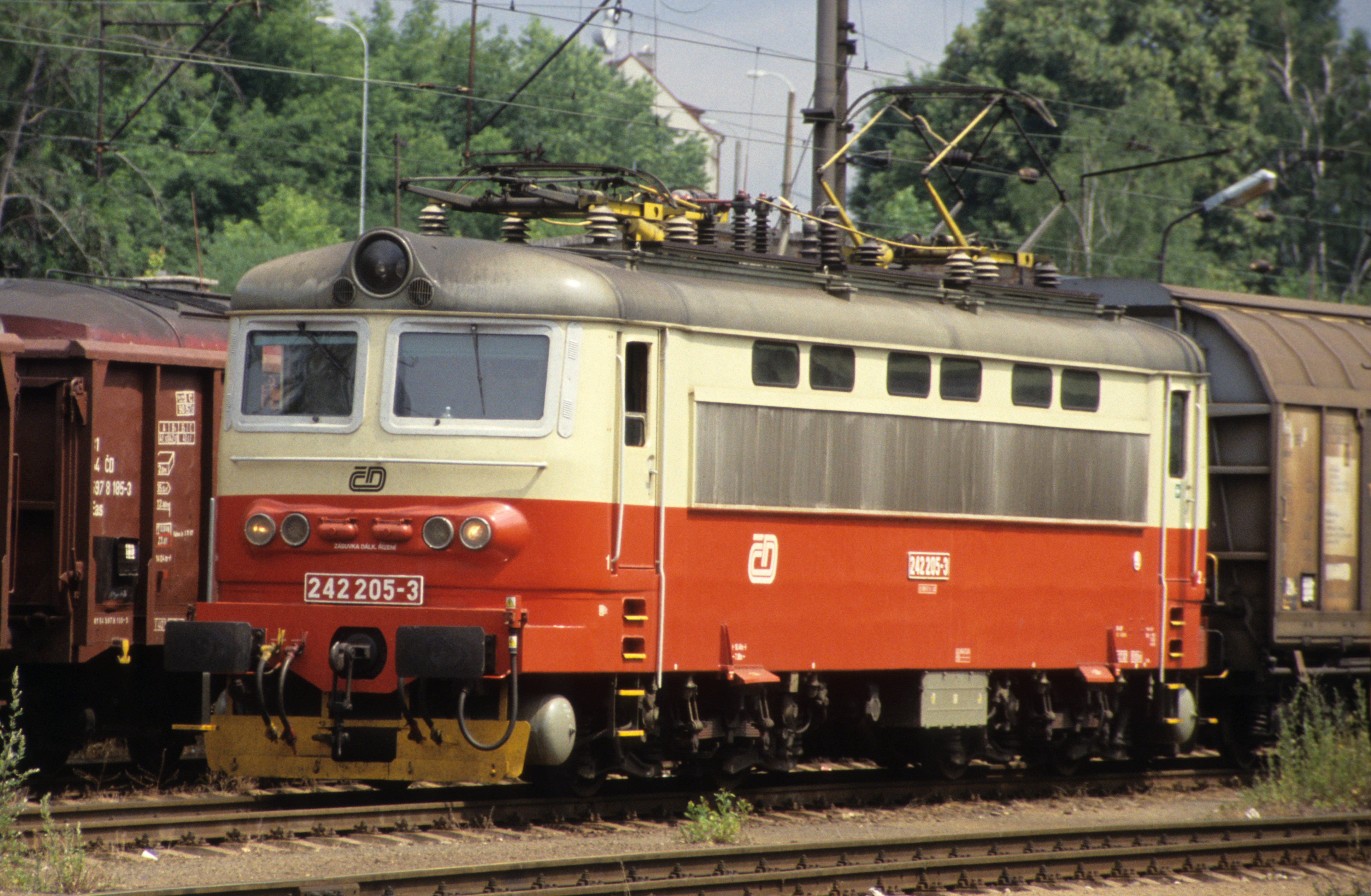
ČD 242 205-3 mit Güterzug (2003)
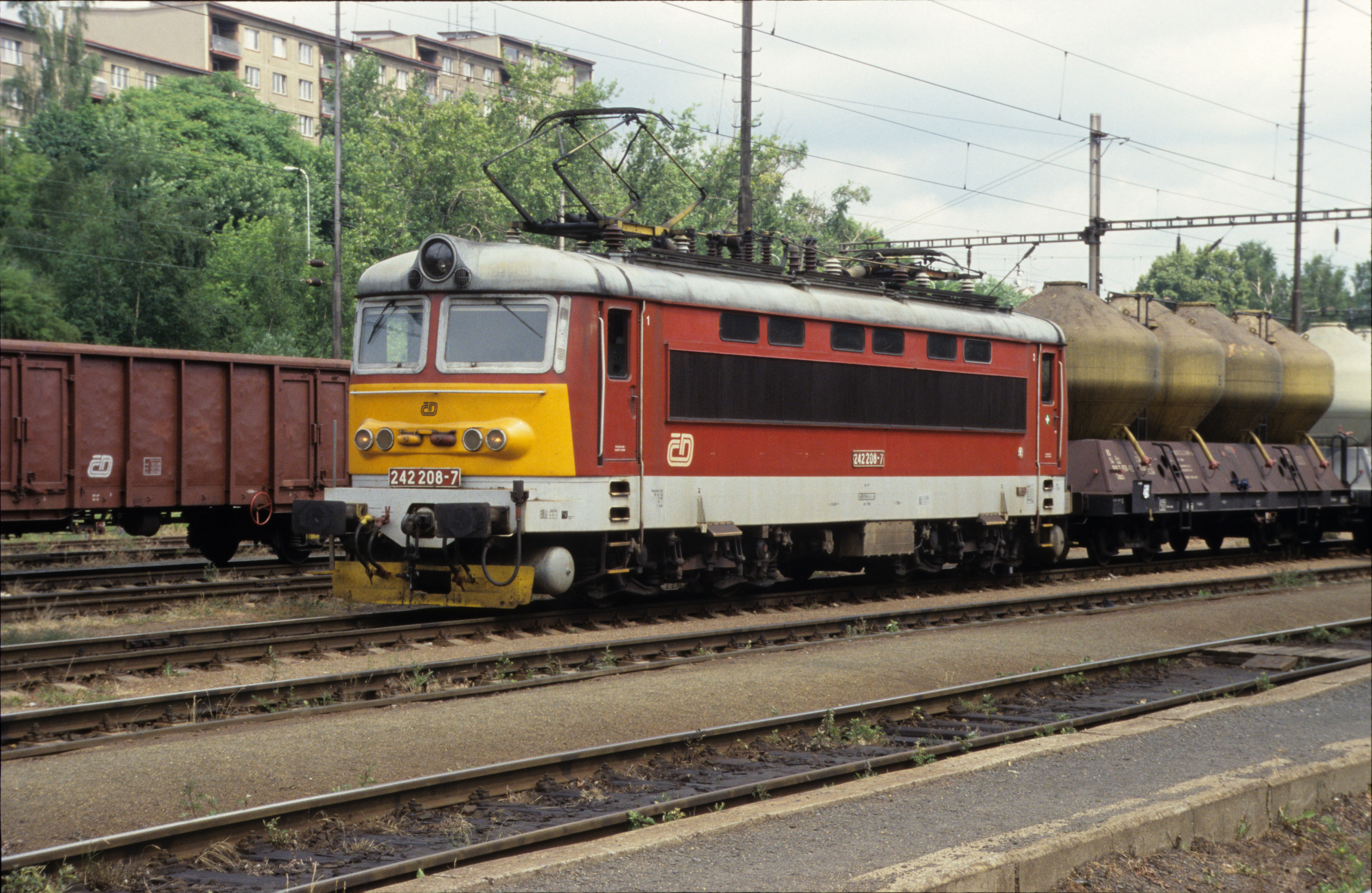
ČD 242 208-7 mit Güterzug (2003)
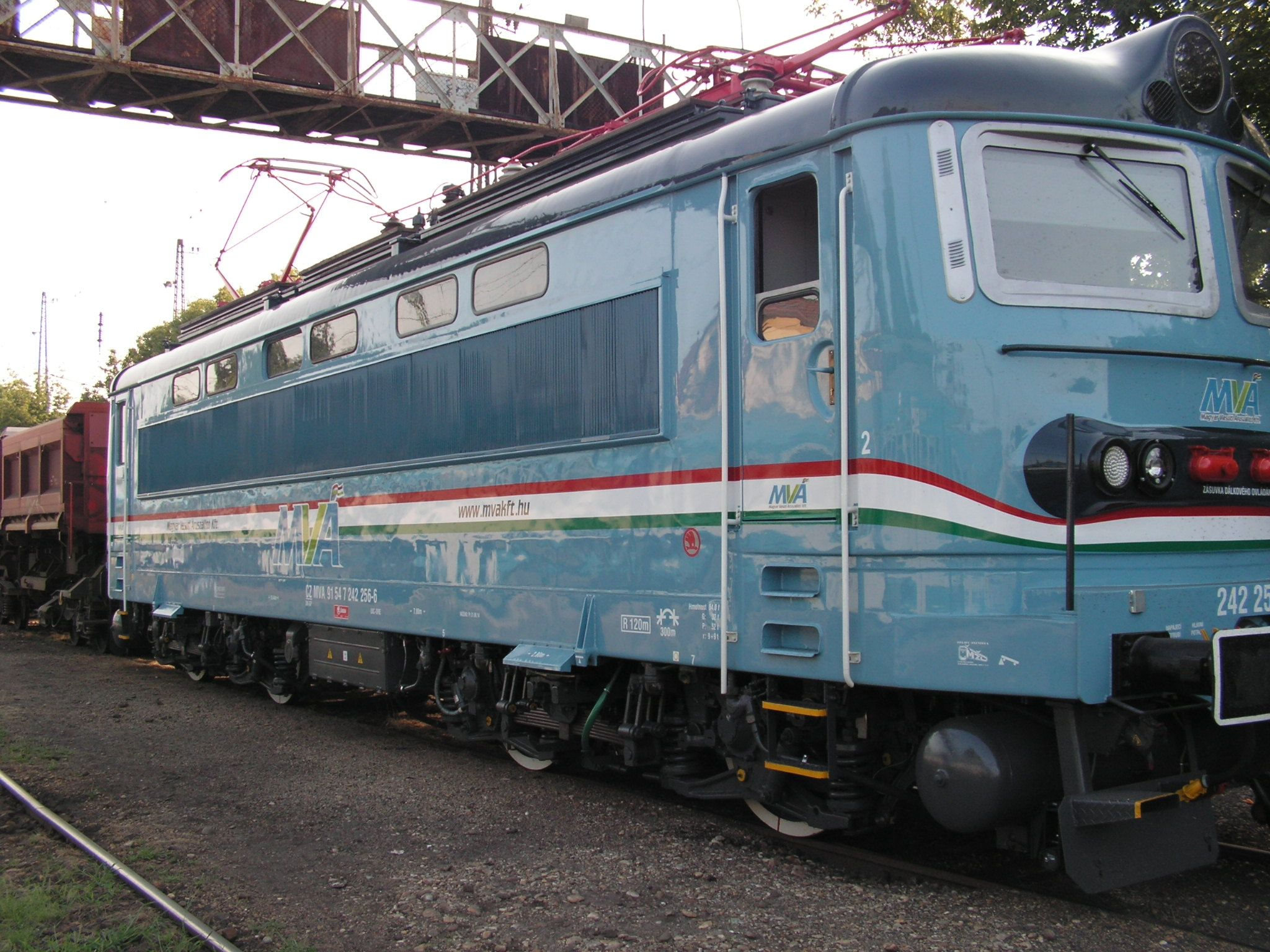
MVA 242 256-6 in Ungarn (2010)